# Natur- og Geopark TERRA.vita
Natur- og Geopark TERRA.vita, tidligere Naturpark Nördlicher Teutoburger Wald-Wiehengebirge, er en Natur- og Geopark i den sydvestlige del af Niedersachsen og den nordøstlige del af Nordrhein-Westfalen i Tyskland. Den omfatter med et samlet areal på omkring 1.500 km² Mittelgebirgeområder af Teutoburger Wald, Wiehengebirge (inklusive de vestlige udkanter af Wesergebirge) samt Osnabrücker Land.
Anerkendelsen som Europæisk Geopark kom i 2001 som den første tyske naturpark. Siden 2004 har parken hørt til UNESCOs Geopark-Netværk. Den blev først National Geopark i 2008.

## Geografi

### Nordlige område
Den nordlige del af Natur- og Geoparken begynder i Emsland ved Herzlake og går derfra over de sydlige udløbere af Oldenburger Münsterland og Osnabrücker Land i sydøstlig retning over Ankumer Höhe til Bramsche. Derfra breder den sig nord om Osnabrück over Wiehengebirge mod øst og over dalen Porta Westfalica videre mod den mod øst liggende Bückeburg, der ligger øst for Weser og nord for Wesergebirge.

### Centrale område
Det centrale område er præget af Osnabrück og Osnabrücker Bergland.

### Sydlige område
Den sydlige del af Natur- og Geoparken ligger i den nordlige del af Teutoburger Wald. Den begynder øst fro Hörstel og går over Tecklenburger Land og Bad Iburg mod sydøst til Bielefeld.

### Områder
- Teutoburger Wald
- Wiehengebirge
- Wesergebirge

### Naturparks i nærheden
Øst for Bückeburg møder den Naturpark Weserbergland Schaumburg-Hameln, sydøst for Bielefeld ligger Naturpark Teutoburger Wald / Eggegebirge. Nordøst for Natur- und Geoparks TERRA.vita ligger Naturpark Dümmer med søen Dümmer og Dammer Bergen.

## Geologi og landskab
Kernen i parken er præget af typiske Mittelgebirgelandskaber med interessante geologiske brudlinjer (Antiklinale), mod nord i området Ankumer Höhe findes også endemoræne fra Saaleistiden. Moser som Großes Moor med dens sydlige udløbere hører med til landskabsbilledet, men omkring 70 % af parken er dækket af skov. Geologisk omfatter tidsaldre fra karbon til Kvartærtiden.

## Turisme
Følgende museer byder på interessante indsigter i den geokulturelle udvikling i regionen:
- Naturhistorisk Museum Bielefeld
- Museum und Park Kalkriese, Bramsche-Kalkriese
- Museum am Schölerberg, Osnabrück
- Museum Industrikultur, Osnabrück
- Dobergmuseum – Geologisches Museum Ostwestfalen-Lippe